# Karlsnäs
Karlsnäs är en by i Hälsingland, Hudiksvalls kommun, på norra sidan av sjön Stor-Nien.